# Witputz
Witputz este un oraș din Namibia, prin care trece drumul D463.